# Joguina
Joguina is een geslacht van insecten uit de familie van de gaasvliegen (Chrysopidae), die tot de orde netvleugeligen (Neuroptera) behoort.

## Soorten
- J. borneensis Kimmins, 1952
- J. constellata (Navás, 1913)
- J. decorata (Navás, 1930)
- J. malayana Banks, 1931
- J. nicobarica (Brauer, 1864)